# Valeriy Pustovoitenko

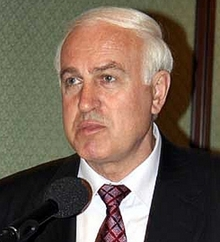
Valeriy Pustovoitenko

Valeriy Pustovóitenko (en ucraniano: Валерій Павлович Пустовойтенко) (nacido el 23 de febrero de 1947 en Adamiwka, Mykolaiv, Ucrania) es un político ucraniano. 
Fue elegido primer ministro de Ucrania el 16 de julio de 1997. Dimitió del cargo el 30 de noviembre de 1999, en conexión con la reelección de Leonid Kuchma. 
Ha sido presidente de la Federación de Fútbol de Ucrania entre 1996 y 2000.
Actualmente es el líder del Partido Popular Democrático de Ucrania.

## Enlaces
- Portal oficial del Gobierno de Ucrania, Biografía de Valeriy Pustovóitenko (en inglés)

- Datos: Q553216
- Multimedia: Valeriy Pustovoitenko / Q553216